# František Mottl
František Mottl (16. června 1932 – 27. února 2011) byl český fotbalista, reprezentant Československa.

## Fotbalová kariéra
V československé lize hrál za Bohemians Praha. Nastoupil ve 193 ligových utkáních a dal 30 gólů. V Bohemians působil od roku 1956 do roku 1967 a patřil k nejlepším křídlům v zemi. V dresu Bohemians odehrál 718 zápasů a je klubovým rekordmanem. Za československou reprezentaci odehrál 13. prosince 1957 utkání v Egyptě, které skončilo výhrou ČSR 2–1. Gól nedal. Za reprezentační B-tým nastoupil v roce 1958 ve 3 utkáních.

## Ligová bilance
| Ročník                                   | Zápasy | Góly | Klub                     |
| ---------------------------------------- | ------ | ---- | ------------------------ |
| 1. československá fotbalová liga 1958/59 | 25     | 5    | Spartak Praha Stalingrad |
| 1. československá fotbalová liga 1959/60 | 25     | 3    | Spartak Praha Stalingrad |
| 1. československá fotbalová liga 1960/61 | 26     | 4    | Spartak Praha Stalingrad |
| 1. československá fotbalová liga 1961/62 | 25     | 1    | ČKD Praha                |
| 1. československá fotbalová liga 1962/63 | 23     | 4    | ČKD Praha                |
| 1. československá fotbalová liga 1963/64 | 25     | 6    | ČKD Praha                |
| 1. československá fotbalová liga 1964/65 | 24     | 4    | Bohemians Praha          |
| 1. československá fotbalová liga 1966/67 | 19     | 3    | Bohemians Praha          |
| 1. československá fotbalová liga 1967/68 | 1      | 0    | Bohemians Praha          |
| CELKEM                                   | 193    | 30   |                          |